# هارون كوك (لاعب كرة قاعدة)
هارون كوك (بالإنجليزية: Aaron Cook) هو لاعب كرة قاعدة أمريكي، ولد في 8 فبراير 1979 في فورت كامبل في الولايات المتحدة.

## وصلات خارجية
- أرون كوك على موقع دوري كرة القاعدة الرئيسي (الإنجليزية)
- أرون كوك على موقعبيزبول رفرنس.كوم (الدوري الرئيسي) (الإنجليزية)
- أرون كوك على موقعبيزبول رفرنس.كوم (الدوري الثانوي) (الإنجليزية)
- أرون كوك على موقع إي إس بي إن.كوم (أم.أل.بي) (الإنجليزية)
- أرون كوك على موقع مشجعي الرسوم البيانية (الإنجليزية)